# Тополя (пам'ятка природи)
Тополя — ботанічна пам'ятка природи місцевого значення. Об'єкт розташований на території міста Святогірськ Донецької області, КП Святогірське лісопаркове господарство.
Площа — 0,1 га, статус отриманий у 1986 році.